# Eugene O'Neill
Eugene Gladstone O’Neill (New York, 16. listopada 1888. – Boston, 27. studenog  1953.), američki književnik.
Dobitnik je Nobelove nagradu za književnost 1936. godine.